# Miro Švolík
Miro Švolík (* 13. dubna 1960, Zlaté Moravce, Československo) je slovenský fotograf a pedagog fotografie žijící v Praze, který se věnuje především fotografii kombinované s množstvím výtvarných prvků a fotografickým montážím. Patří do tzv. Slovenské nové vlny spolu s Vasilem Stankem, Tono Stanem, Kamilem Vargou, Rudo Prekopem, Peterem Župníkem a Martinem Štrbou, kteří v první polovině 80. let bourali zaběhnutá klišé inscenované fotografie.

## Životopis
Miro Švolík se narodil 13. dubna 1960 ve Zlatých Moravcích v tehdejším Československu. V letech 1975–1979 vystudoval střední umělecko-průmyslovou školu v Bratislavě – obor užitá fotografie a následně úspěšně absolvoval FAMU, katedru umělecké fotografie v Praze (1981–1987).
Od roku 1979 současně pracoval jako fotolaborant v podniku Služba v Bratislavě. V letech 1987–1988 prošel základní vojenskou službou v Československém armádním filmu v Praze a od roku 1988 se začal naplno věnovat umělecké fotografii jako svobodnému povolání.
V letech 2007–2010 byl kurátorem Galerie Bazilika a v letech 2009–2010 galerie Solnice v Českých Budějovicích, byl rovněž členem Pražského domu fotografie (1991–1997) či agentury NOX v Praze (1994–1997). Od roku 2008 je organizátorem festivalu tvůrčí fotografie Jihočeský výlov (JV1–JV9) v Českých Budějovicích.
V letech 2009–2017 pedagogicky působil jako vedoucí Ateliéru kreativní fotografie na Vysoké škole výtvarných umění v Bratislavě. V únoru 2017 byl jmenován docentem na Univerzitě Jana Evangelisty Purkyně v Ústí nad Labem. Od roku 2018 působí jako vedoucí Ateliéru fotografie na soukromé vysoké škole výtvarného zaměření Art & Design Institut v Praze.

## Ocenění
- 1986 – SUOČ, FAMU, Praha
- 1989 – KODAK Triennale Preis, 1. Internationale Foto-Triennale, Esslingen
- 1990 – Young Photographer, Sixth Annual Infinity Awards, International Center of Photography, New York City
- 1992 – Najkrajšie knihy Slovenska, cena Ministerstva kultúry SR za debut knihy Jedno telo jedna duša, Bratislava
- 2006 – Fotografická publikace roku, v kategorii Monografie: Miro Švolík – Cesta do středu

## Samostatné výstavy (výběr)
| 1984 | FAMU, Praha |
| 1985 | Arhiv Tošo Dabac, Zagreb |
| 1986 | Galerija fotografija, Split |
| 1987 | Barevný svět: Jan Ságl, Jan Saudek, Miro Švolík, Kolonáda, Mariánské Lázně |
| 1988 | Fotografie Forum Frankfurt, Frankfurt am Main Robert Koch Gallery, San Francisco Moje življenje človeka, Mala fotografska galerija, Ljubljana |
| 1989 | 1. Internationale Foto-Triennale Esslingen 1989, Bahnwärterhaus, Esslingen |
| 1990 | Liget Galéria, Budapest |
| 1991 | Tales from Slovakia, Stuart Levy Gallery, New York City |
| 1993 | Palais Montcalm, Québec |
| 1994 | Galerie M20, Hamburg |
| 1996 | Family Album, Stuart Levy Fine Art, New York City |
| 1997 | Marzee, Nijmegen |
| 1999 | Photo España Archivováno 31. 3. 2008 na Wayback Machine., Hotel NH Nacional, Madrid |
| 2002 | Otvory a DÍRY, Ateliér Josefa Sudka, Praha |
| 2004 | Ilustrácie do knihy Fedor Gál, Blue Velvet Café, Praha |
| 2006 | Cesta do středu, Galerie Fiducia, Ostrava |
| 2007 | The Colourful Flowers of Delight, Galerie Konírna, Paseky u Horní Stropnice Čáry-máry, Galéria umenia v Nových Zámkoch, Nové Zámky |
| 2009 | Od zrodu až do smrti, Blatenský fotofestival, Zámek Blatná, Blatná Konfigurace aneb zrození Mléčné dráhy, Galerie Měsíc ve dne, České Budějovice |
| 2010 | Veľká žena malý muž, Galéria Jána Koniarka v Trnave, Trnava Big Woman Little Man, Galerie Baudelaire, Antwerpen Od zrodu až do smrti, Foyer Komorní scény Aréna, Ostrava |
| 2011 | A Matter of Wit, FotoFest Headquarters Gallery, Houston Veľká žena malý muž, Stredoeurópsky dom fotografie, Bratislava |
| 2012 | Miro Švolík, Galerie GM, Pardubice |
| 2013 | Miro Švolík, University of Houston, Houston Muži by měli poslouchat pozorněji, co jim říkají ženy, Galerie Ladislava Sutnara, Plzeň |
| 2014 | Môj život človeka, Galéria v divadle, Nová budova SND Bratislava, Bratislava |
| 2015 | The Best of: Miro Svolik, Galerie Baudelaire, Antwerpen Paralelní světy, Galerie Fotografic, Praha Stories about Women and Men, Gallery of the Photo and Video, Novi Sad |
| 2018 | Dobrodružství s fotografií, Městské muzeum Moravská Třebová |
| 2019 | Hovory k sobě, Radniční výstavní síň, České Budějovice Homage to All My Inspirations, Galerie Baudelaire, Antwerpen SEM na jednej vlne, Galéria CIT, Bratislava Photogenia Brno, Schrott Gallery, Brno Imaginární občan, Muzeum fotografie Jindřichův Hradec Miro Švolík, Palazzo Velli expo, Roma |
| 2021 | O jedné hodině zrána (Ch. B.), Benediktýnský klášter Rajhrad Paris Spleen, Galerie Bauderaire, Antwerpen |
| 2022 | Žízeň po životě, Městské muzeum, Blatná Z knižní tvorby, Esse Shop Gallery Space, České Budějovice |
| 2023 | Láska a smrt, Galerie Art in box, Praha |

### Publikace
- MACEK, Václav. Miro Švolík – Jedno telo jedna duša. Martin: Osveta a Bratislava: SNG, 1992. ISBN 80-217-0478-0.
- MENKMAN, Lotte. Fabulous!, 3 Prague Photographers. Antwerpen: Voetnoot, 2002. ISBN 90-71877-63-9.
- FÁROVÁ, Anna, Vladimír BESKID, Eva SLÁMOVÁ a Lucia LENDELOVÁ. Miro Švolík –Cesta do středu. Praha: Argo, 2005. ISBN 80-7203-692-0.
- FIŠEROVÁ, Lucia L. a Tomáš POSPĚCH. Slovenská nová vlna 80. léta. Praha: Karel Kerlický – KANT, 2014. ISBN 978-80-7437-123-3.
- MIN, Eric. Miro Švolík, Homage to All My Inspirations. Antwerpen: Voetnoot Publishers 2019. ISBN 978-94-91738-548.

### Filmy
- Positivita. Režie Martin Kudláček. ČT 1994, 38 min.
- GÁL, Fedor, HANZLÍČEK, Martin: Krátká dlouhá cesta, Praha, Fedor Gál & Sociologie, 2009
- Cesta do stredu sveta (Miro Švolík). Režie Michael Kaboš, Bibiana Beňová. 2012, 26 min.
- Vlna vs. breh. Režie Martin Štrba. PubRes, 2014, 88 min.